# Sebastian Grønning
Sebastian Grønning, né le 3 février 1997 à Aalborg au Danemark, est un footballeur danois qui évolue au poste d'avant-centre au Hertha Berlin.

## Biographie

### Aalborg
Natif d'Aalborg, c'est dans le club de la ville qu'il est formé, l'Aalborg BK. Le 17 juillet 2016, alors âgé de 19 ans, il fait ses débuts en Superligaen face à l'AC Horsens. Il entre en jeu à la place de Christian Bassogog et les deux équipes se séparent sur un match nul (1-1). C'est en Coupe du Danemark qu'il inscrit son premier but en pro, le 7 septembre 2016 face au modeste club du Nörresundby BK, match où son équipe s'impose 5 buts à 1.

### Hobro
Le 6 juillet 2017, il s'engage avec l'Hobro IK, club promu en Superligaen. Le 14 août de la même année, il fait ses débuts avec sa nouvelle équipe face à son ancien club, Aalborg BK, le match se soldant par un score nul (1-1). Lors de sa première titularisation avec Hobro, le 29 août 2017, il donne la victoire à son équipe en marquant le seul but du match contre le Kolding FC en Coupe du Danemark.

### Skive IK
Le 19 juillet 2019, il s'engage avec le Skive IK.

### Viborg FF
Lors de l'été 2020 il rejoint le Viborg FF, qui évolue alors en deuxième division danoise. Avec ses nombreux buts lors de la saison 2020-2021, il est l'un des grands artisans de l'accession du Viborg FF en première division pour la saison suivante.

### Suwon Samsung Bluewings
Le 5 janvier 2022, lors du mercato hivernal, Sebastian Grønning s'engage en faveur du club sud-coréen du Suwon Samsung Bluewings.
Grønning ne s'impose pas en Corée du Sud, et après un seul but marqué en seize apparitions, il résilie son contrat avec le club le 26 août 2022.

### OFI Crète
Le 24 janvier 2023, Sebastian Grønning rejoint la Grèce afin de s'engager en faveur de l'OFI Crète. Il signe un contrat de deux ans et demi, soit jusqu'en juin 2025.

### CD Castellón
Le 17 août 2023, Sebastian Grønning part cette fois pour l'Espagne afin de s'engager en faveur du CD Castellón.

### FC Ingolstadt
Le 31 janvier 2024, durant le mercato hivernal, Sebastian Grønning s'engage avec le FC Ingolstadt 04, en Allemagne.